# Vilhena (gemeente)
Vilhena is een gemeente in de Braziliaanse deelstaat Rondônia. De gemeente telt 95.630 inwoners (schatting 2017) en is de oostelijkste en vijfde grootste stad van Rondônia.

## Aangrenzende gemeenten
De gemeente grenst aan Chupinguaia, Colorado do Oeste, Espigão d'Oeste, Pimenta Bueno, Comodoro (MT) en Juína (MT).